# Liste des abbés de Mazan
Liste des abbés de l’ancienne abbaye cistercienne d'Ardorel, située à Payrin-Augmontel (Tarn, France).
La liste des abbés de Mazan donnée dans les notes de l’Histoire générale du Languedoc de dom Claude Devic et dom Joseph Vaissete présente quelques différences avec celle du Gallia Christiana. Celles-ci viennent de ce que dans l’Histoire générale du Languedoc sont comptés comme abbés des moines qui ont assuré l'administration de l'abbaye entre deux abbés sans avoir été reconnus comme abbés.

## Liste des abbés
1. Pierre Itier : 1136-1151.
2. Durand : 1151.
Raimond.
Hugues.
Philippe : 1194.
3. Pierre II : 1194-1210.
4. Benoît : 1210-1217.
5. Philippe I : 1217-1226.
6. Géraud I : 1226-1233.
7. Arnaud : 1233-1237
Bernard I d'Anduze.
8. Géraud II : 1240-1246.
9. Guillaume I de Monestier : 1246-1249.
10. Josselin de Chanaleilles : 1249-1255 .
11. Pierre III Moure : 1255-1272.
Raimond II de Maliac : 1272.
Rostaing I : 1276.
12. Jean I : 1276
13. Foulques : 1279-1285
Guérin : 1285
14. Étienne I de Turlande : 1287-1288.
15. Bernard d’Auriac : 1288-1289.
16. Gilles : 1289-1295.
17. Guillaume II Darnaud de Salgues : 1295-1300.
18. Raimond III Raynaud : 1301-1313.
19. Pierre de Chanaleilles.
20. Jean de Chanaleilles.
21. Hugues I d'Avalon ou de Privat : 1314-1328.
22. Étienne II du Lac : 1328-1358.
23. Pierre IV Molette : 1358-1388.
24. Hugues II : 1388-1407.
25. Pierre V d'Aiglin : 1407-1430.
26. Bertrand de Bonserre : 1430-1455.
27. Étienne III de Ferrières : 1455-1456.
28. Jean II de Serres : 1456-1473.
29. Pierre VI de Grolée de Meuillon : 1473-1492.

### Abbés commendataires
1. Méraud de Grolée de Meuillon : 1492-1497, abbé commendataire et administrateur perpétuel de l'abbaye de Mazan.
2. Gaspard de Tournon : 1507-1520.
3. Charles Ier de La Baume de Suze : 1497-1531[1].
4. Rostaing II de La Baume de Suze, fils du précédent : 1531-1561[1].
5. Barthélémy-Gabriel de Tourret : 1561-1579.
6. Antoine de La Baume de Suze : 1579-1608.
7. Jean III de Boissy : 1608-1619.
8. Charles II de La Baume de Suze : 1619-1640.
9. Jean V Boulin : 1640-1662.
10. Louis I François de La Baume de Suze : 1662-1690, évêque de Viviers.
11. Charles III Antoine de La Garde de Chambonas : 1690-1713, évêque de Viviers.
Martin de Ratabon : 1713-1715, évêque de Viviers.
12. Louis II de Montesquiou d’Artagnan : 1715-1731[2].
13. Louis III Chomel : 1731-1732, ancien évêque d'Orange.
14. François-André de Tilly de Blaru : 1732-1774, évêque d'Orange.
15. Louis IV Jérôme de Suffren de Saint-Tropez : 1774-1784, évêque de Sisteron puis évêque de Nevers[3].
16. Charles IV Eugène de Bernier de Pierrevert : 1784-1790, vicaire-général du diocèse d'Aix-en-Provence[4].